# يوم أنزاك
يوم أنزاك هو يوم وطني للذكرى في أستراليا ونيوزيلندا الذي يحتفل فيه على نطاق واسع جميع الأستراليين والنيوزيلنديين «الذين خدموا وتُوفوا في جميع الحروب والصراعات وعمليات حفظ السلام» و«مساهمة ومعاناة جميع الذين خدموا». في يوم 25 نيسان (أبريل) من كل عام. كان يوم أنزاك في الأصل لتكريم أعضاء فيلق الجيش الأسترالي والنيوزيلندي (أنزاك) الذين قاتلوا في غاليبولي ضد الإمبراطورية العثمانية خلال الحرب العالمية الأولى. 

## التاريخ
يوم أنزاك يصادف الذكرى السنوية للحملة الأولى التي أدت إلى وقوع خسائر كبيرة للقوات الأسترالية والنيوزيلندية خلال الحرب العالمية الأولى. واختصار كلمة أنزاك ترمز إلى الجيشين الأسترالي والنيوزيلندي، الذَين كان يعرف جنودهما  بـ «أنزاك». ولا يزال يوم أنزاك واحدا من أهم المناسبات الوطنية لكل من أستراليا ونيوزيلندا، وهو مثال نادر من بلدين من البلدان ذات السيادة التي لا تشارك يوم  الذكرى ذاته فحسب، بل يشيران إلى كلا البلدين باسمه. عندما بدأت الحرب في عام 1914، كانت أستراليا ونيوزيلندا تسيطر على الامبراطورية البريطانية لمدة ثلاثة عشر وسبع سنوات على التوالي.

## حملة غاليبولي
في عام 1915، شكّل الجنود الأستراليون والنيوزيلنديون جزءا من بعثة الحلفاء التي وُضعت لالتقاط شبه جزيرة غاليبولي لفتح الطريق إلى البحر الأسود للقوات البحرية للحلفاء. وكان الهدف هو الاستيلاء على إسطنبول، عاصمة الإمبراطورية العثمانية، التي كانت حليفا لألمانيا خلال الحرب. هبطت قوات أنزاك في غاليبولي في 25 نيسان (أبريل)، وواجهت مقاومة شرسة من الجيش العثماني بقيادة مصطفى كمال (المعروف في وقت لاحق باسم أتاتورك). ما كان مخططا لإضراب جريء لضرب العثمانيين من الحرب سرعان ما أصبح مأزقًا، واستمرت الحملة لمدة ثمانية أشهر. وفي نهاية عام 1915، تم إخلاء قوات الحلفاء بعد أن عانى الجانبان من خسائر فادحة وتعرضا لصعوبات كبيرة. وشملت خسائر الحلفاء 21255 من المملكة المتحدة، منهم حوالى 4000 جندى ايرلندى من القوات الملكية الايرلندية، وتوفي ما يقارب 10 الاف جندى من فرنسا و 8709 من أستراليا و 2721 من نيوزيلندا و 1358 من الهند البريطانية. وأثّرت أخبار الوصول إلى غاليبولي تأثيرا عميقا على الأستراليين والنيوزيلنديين في الوطن. وأصبح 25 نيسان (أبريل) بسرعة اليوم الذي تذكروا فيه تضحية أولئك الذين ماتوا في الحرب. 
على الرغم من أن حملة غاليبولي فشلت في تحقيق أهدافها العسكرية المتمثلة في الاستيلاء على إسطنبول وطرق الإمبراطورية العثمانية من الحرب، إلا أن أعمال القوات الأسترالية والنيوزيلندية خلال الحملة قد تركت إرثا غير ملموس ولكنه قوي. وأصبح إنشاء ما أصبح يعرف باسم «أسطورة أنزاك» جزءا هاما من الهوية الوطنية في كلا البلدين. وقد شكل ذلك طريقة نظر مواطنيهم إلى ماضيهم وفهمهم للحاضر. إن بطولية الجنود في حملة غاليبولي الفاشلة جعلت تضحياتهم ايقونة في ذاكرة نيوزيلندا، وغالبا ما يعود الفضل في تأمين الاستقلال النفسي للأمة.    